# Bye Bye Bye
《Bye Bye Bye》是美國男孩團體超級男孩的歌曲，出自他們的第三張錄音室專輯《振翅高飛》。這首歌於2000年1月17日發行，作為該專輯的主打單曲。歌曲由克里斯蒂安·蘭迪和Jake Schulze製作，並由安德烈亞斯·卡森參與詞曲創作。歌詞描述了一段戀愛關係的結束，也被認為反映了該團體與經紀人婁·珀爾曼及唱片公司RCA唱片分道揚鑣的心情。
《Bye Bye Bye》在商業上取得了巨大的成功，在告示牌百大單曲榜上達到第四名，並在幾乎所有上榜國家的排行榜中都進入了前十名。這首歌在2001年獲得了葛萊美獎“年度最佳唱片”的提名，但最終輸給了U2樂團的《美好的一天》。2024年，這首歌因在2024年的漫威電影《死侍與金鋼狼》中出現而重新流行起來。

## 背景與發展
《Bye Bye Bye》由克里斯蒂安·蘭迪和Jake Schulze創作和製作，作為謝龍錄音室的一部分，安德烈亞斯·卡森參與了額外的詞曲創作。Lundin表示這首歌是“完全以製作為導向”的，從踢踏和低音開始創作。卡森在瑞典斯德哥爾摩考駕照時寫下了這首歌的歌詞。這首歌本來是要給英國男孩團體5ive錄製的，但他們拒絕了，因為他們想轉型成為說唱樂隊。Carlsson回憶說，其中一名團員馬上叫來保全人員並前往機場。這首歌的副歌最初寫成了說唱部分，5ive擔心他們會與Eminem競爭。這首歌也被創作成為對一些排行榜上女團歌曲如TLC的《No Scrubs》、天命真女的《Bills, Bills, Bills》和《Bug a Boo》的回應，這些歌曲被認為是“抨擊男性”的。
在正式發行之前，超級男孩於1999年10月28日在電臺音樂獎上表演了《Bye Bye Bye》，1999年12月1日在紐約的LIFEbeat AIDS慈善音樂會上，並於1999年的平安夜在《The Rosie O'Donnell Show》上演出。這首歌於2000年1月17日發行，雖然並未作為商業單曲發售，以增加人們對超級男孩2000年專輯《振翅高飛》的需求。Jive唱片擔心《Bye Bye Bye》發行過早，因此考慮發行第二首單曲以保持興趣。

## 曲目結構
這首歌以弦樂漸強開頭，隨後是賈斯汀·提姆布萊克用鼻音假聲演唱的“Hey, hey”，接著是五人合唱歌曲標題的和聲。樂器部分包括“嗡嗡作響的電子音效”，為樂隊的聲音增添了質感，與后街男孩的重唱形成對比，還有硬朗的鼓點，包括小鼓和底鼓。歌詞描述了一個男人想要結束與一個難纏的情人的戀愛關係。卡森在他的女朋友離開他並與另一個男人結婚生子後寫下了這首歌。歌曲的樂譜顯示，這首歌以降A小調為基調，速度為每分鐘173拍。

## 評價
《Bye Bye Bye》普遍獲得了音樂評論家的好評。《AllMusic》的史蒂芬·托馬斯·艾爾維恩將這首歌形容為“帶有最具吸引力副歌的強勁舞曲”。羅伯特·克里斯特高評論這首歌擁有“最有效率的預製節奏”。在2015年，《告示牌》的傑森·利普舒茨 (Jason Lipshutz)將這首歌評為“20首最重要的男孩樂隊歌曲”中的第三名，形容這首歌為“史上最強大的主打單曲之一”。同時在2018年，《告示牌》的編輯們將《Bye Bye Bye》評為“史上最偉大的男孩樂隊歌曲”中的第12名，稱其為“流行音樂史上最決斷的分手頌歌之一”，並擁有“與之匹配的標誌性舞蹈動作”。《滾石》的編輯們將其評為“史上最偉大的男孩樂隊歌曲”中的第六名，寫道：“它仍然是他們的代表作，一首四分鐘的強勁旋律，緊密的和聲和引人入勝的隱喻”。然而，同一雜誌的另一位編輯在2007年將其列為“史上最煩人的歌曲”中的第17名。在2013年，Complex的凱西·揚多利將其評為史上最好的男孩樂隊歌曲。
這首歌在2000年的MTV音樂錄影帶大獎中獲得了“最佳流行錄影帶”、“最佳編舞”和“觀眾選擇獎”三個獎項，是當年獲得最多獎項的單曲錄影帶。它還在2000年的Radio Music Radio獎中獲得了年度最佳歌曲獎。這首歌在2001年葛萊美獎中獲得了“年度最佳唱片”和“最佳流行組合或團體演出”提名。其他獎項包括2000年青少年選擇獎的三個獎項（年度單曲、最佳音樂錄影帶和夏季最佳歌曲）、MuchMusic錄影帶獎（最受歡迎國際團體）和2001年的百視達影視獎（最受歡迎單曲）。

## 排行表現
《Bye Bye Bye》在2000年1月29日當週以第42名的成績首次登上告示牌百大單曲榜，並在3月4日當週進入前十名。這首歌在榜單前十名內停留了12週，直到2000年5月20日。單曲於2000年4月達到最高排名第四，並連續兩週保持這一排名。在Pop Airplay排行榜上，這首歌於2000年3月4日登頂，並連續十週位居榜首，成為該榜單上停留時間最長的冠軍歌曲之一。這首歌在澳大利亞和紐西蘭的排行榜上均達到第一名，在英國排行榜上則達到第三名。在2014年3月24日當週，這首歌重新進入新西兰官方音乐榜，排名第14。

## 音樂錄影帶

### 背景

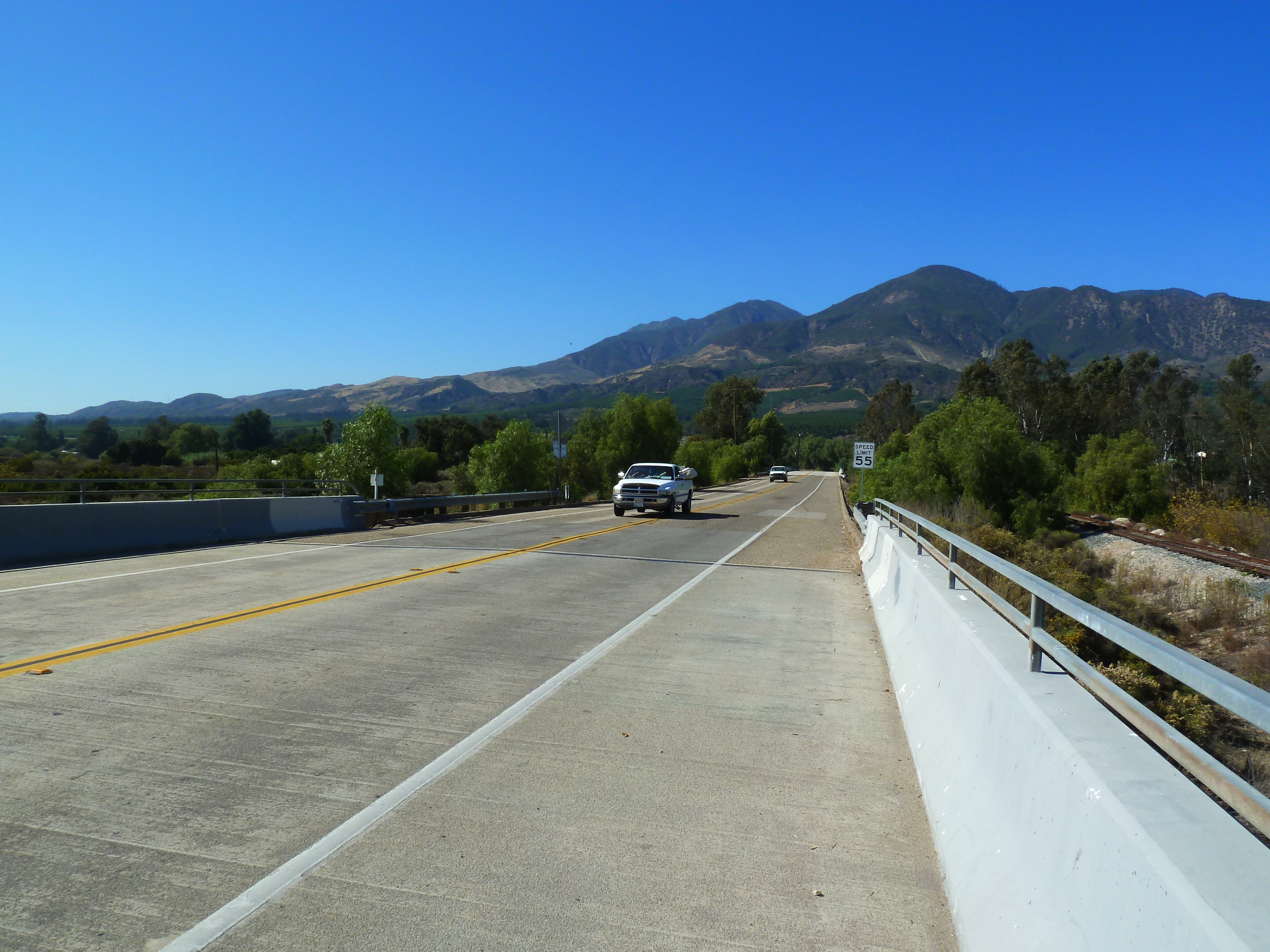
部分場景是在加利福尼亚州的菲爾莫爾拍攝的

這支音樂錄影帶在加利福尼亚州的菲爾莫爾拍攝，由韋恩·艾沙姆執導，於2000年1月11日發布。預算估計為100萬美元，因為樂隊希望能在MTV上受到關注。舞蹈動作由達林・德維特・漢森編排，他在以喬登·奈特的《Give It to You》錯失了MTV音樂錄影帶大獎後，正打算退出音樂界時接到了超級男孩經理人強尼·萊特的電話。漢森飛到内华达州拉斯维加斯，在樂隊參加公告牌音乐奖演出時聽取了這首歌。樂隊在洛杉磯的小巷貓工作室（Alley Kat Studio）排練了幾天，漢森在2020年接受《娱乐周刊》採訪時表示，他加入了其他團體無法模仿的動作，例如在歌曲標題歌詞中使用的“黑人力量拳頭”。漢森因此在2000年的MTV音樂錄影帶大獎中獲得了最佳編舞獎，超級男孩則獲得了最佳流行錄影帶獎。
他們通過電話聯繫了艾沙姆，後來在歌曲的舞蹈排練中見面。錄影帶拍攝期間，樂隊成員被繩索固定，模仿木偶的動作。舞蹈動作在一個藍色的萬向架房間中進行，艾沙姆指出這個場景受到了弗雷德·阿斯泰爾在《Royal Wedding》和莱昂纳尔·里奇的《Dancing on the Ceiling》音樂錄影帶（均由斯坦利·多南執導和編舞）的啟發。在高速火車場景中，克里斯·柯克派屈克和喬伊·法托親自完成了從一節車廂跳到另一節車廂的特技動作，由於Steadicam操作員不適應風險，中途需要更換。傑西・契西和蘭斯·貝斯在紅色道奇蝰蛇RT/10中進行追車場景，這一靈感來自傑西最喜愛的電影《冷血悍將》（1998年）；參與這部電影的特技協調員受聘協助拍攝這段音樂錄影帶。貝斯和Chasez跳入車中的場景是利用一輛18輪大貨車進行拍攝的，這輛大貨車上有一根杆，兩人可以從杆上跳進車內。這些場景在加利福尼亚州菲爾莫爾拍攝，火車場景則在菲爾莫爾西部鐵路拍攝，這條遺產鐵路於2021年停止運營。追車場景的額外拍攝在皮魯峽谷道路進行，這條路通往皮魯湖，在追車場景中可以看到湖的背景。
在2000年1月24日的《Making the Video》節目中，提姆布萊克解釋了他在音樂錄影帶拍攝時的反應，表示相比其他成員，他的特技拍攝相對輕鬆，但他想“看起來帥氣”而不是“呆頭呆腦”。

### 劇情
超級男孩成員在錄影帶中扮演木偶，暗指他們在法律糾紛期間受到經理人婁·珀爾曼的控制。影片開始時，木偶師基姆·史密斯操作超級男孩成員，他們被繩索控制。她首先剪斷克里斯和喬伊的繩索，兩人在高速行駛的火車頂上奔跑，並躲在乘客中以躲避她。接著她剪斷賈斯汀的繩索，他在倉庫內避開她訓練的狗，然後逃到滂沱大雨中。最後，傑西和蘭斯被剪斷繩索，他們掉進了一輛紅色道奇蝰蛇RT/10。在音樂暫停時，傑西清潔光碟並重新插入，音樂繼續。他們逃離木偶師，她則駕駛銀色BMW Z3追趕他們。他們在被卡車擋住去路時突然掉頭，迫使木偶師減速並花更多時間調頭，使兩人得以逃脫。
所有場景交替著樂隊在旋轉的藍色萬向架中跳舞的畫面，固定攝影機創造出不同重力平面的錯覺。歌曲在賈斯汀落入倉庫、傑西和蘭斯跳進車內插入CD以及影片結尾的掉頭處暫停音樂。最後的副歌延長兩次，第一次展示樂隊在盒子內，第二次展示傑西和蘭斯逃離木偶師。

### 反響
這支音樂錄影帶在《TRL》倒數榜單上連續25天位居榜首。錄影帶在MuchMusic的100支最佳錄影帶中排名第60。在2018年，IHeartRadio的Nicole Mastrogiannis將提姆布萊克在錄影帶中的表現排名為“00年代最具代表性的音樂時刻”第一位。同年，《告示牌》評論家將其評為“21世紀最偉大的音樂錄影帶”第21名。截至2024年5月，這支音樂錄影帶在YouTube上的觀看次數已超過3.55億次。

## 在其他媒體中的出現
《Bye Bye Bye》出現在2003年電影《X戰警2》、2021年電影《火紅大箭男》中，還出現在《泰德·拉索：錯棚教練趣事多》第二季第11集中，並且在2024年的電影《死侍與金鋼狼》的片頭字幕中播放。

## 獎項與提名
| 獎項                         | 結果                    |
| 2000年MTV音樂錄影帶大獎      | 2000年MTV音樂錄影帶大獎 |
| ---------------------------- | ----------------------- |
| 年度最佳錄影帶               | 提名                    |
| 最佳團體錄影帶               | 提名                    |
| 最佳流行錄影帶               | 獲獎                    |
| 最佳舞蹈錄影帶               | 提名                    |
| 最佳編舞                     | 獲獎                    |
| 觀眾選擇獎                   | 獲獎                    |
| MuchMusic錄影帶大獎          |                         |
| 觀眾選擇獎：最受歡迎國際團體 | 獲獎                    |
| 第43屆葛萊美獎               |                         |
| 格莱美奖年度制作             | 提名                    |
| 最佳流行組合或團體演出       | 提名                    |
| 2001年兒童選擇獎             |                         |
| 最愛歌曲                     | 提名                    |
| 2000年青少年选择奖s          |                         |
| 單曲選擇                     | 獲獎                    |

## 榜单
| 榜单（2000年）                       | Peak position |
| ------------------------------------ | ------------- |
| 澳大利亚（澳大利亚唱片业协会單曲榜） | 1             |
| 奥地利（Ö3四十强单曲榜）             | 12            |
| 比利时佛兰德（Ultratop五十强单曲榜） | 7             |
| 比利时瓦隆（Ultratop五十强单曲榜）   | 21            |
| 加拿大（加拿大单曲榜）               | 1             |
| 加拿大（《RPM》热门单曲榜）          | 1             |
| 加拿大（《RPM》成人當代榜）          | 16            |
| 加拿大（《RPM》舞曲/城市榜）         | 25            |
| Chile (El Siglo de Torreón)          | 4             |
| 克罗地亚（克罗地亚广播电视台）       | 10            |
| 丹麦（國際唱片業協會丹麥分會）       | 7             |
| 欧洲（European Hot 100）             | 5             |
| 芬兰（芬蘭官方單曲榜）               | 7             |
| 法国（法國唱片出版業公會單曲榜）     | 46            |
| 德国（德國官方單曲榜）               | 4             |
| 希腊（国际唱片业协会希腊分会单曲榜） | 2             |
| Guatemala (El Siglo de Torreón)      | 6             |
| 匈牙利（匈牙利录音制品制作者协会）   | 4             |
| 冰岛（冰島四十強單曲榜）             | 29            |
| 愛爾蘭（愛爾蘭唱片音樂協會单曲榜）   | 16            |
| 意大利（意大利音乐产业联盟单曲榜）   | 7             |
| 荷兰（荷蘭四十強單曲榜）             | 4             |
| 荷兰（百强单曲榜）                   | 4             |
| 新西兰（新西兰唱片音乐协会单曲榜）   | 1             |
| 挪威（世道單曲榜）                   | 3             |
| 罗马尼亚（罗马尼亚百大单曲榜）       | 9             |
| 蘇格蘭（官方榜单公司單曲榜）         | 5             |
| 西班牙（西班牙音樂製作協會）         | 7             |
| 瑞典（瑞典最熱榜）                   | 3             |
| 瑞士（瑞士热门音乐榜）               | 7             |
| 英國（官方榜单公司單曲榜）           | 3             |
| 英國（官方榜单公司獨立榜）           | 2             |
| 美国（《告示牌》百大單曲榜）         | 4             |
| 美國（《告示牌》成人當代單曲榜）     | 25            |
| 美國（《告示牌》Adult Pop Airplay）  | 19            |
| 美國（《告示牌》Pop Airplay）        | 1             |
| 美國（《告示牌》Rhythmic Songs）     | 2             |

| 榜单（2014年）                     | 最高 排位 |
| ---------------------------------- | --------- |
| 新西兰（新西兰唱片音乐协会单曲榜） | 14        |

| 榜单（2024年）                       | 最高 排位 |
| ------------------------------------ | --------- |
| 加拿大（Canadian Hot 100）           | 40        |
| 全球（Billboard Global 200）         | 18        |
| 捷克（百強數位單曲榜）               | 60        |
| 希腊（国际唱片业协会希腊分会国际榜） | 26        |
| 香港（《告示牌》Hong Kong Songs）    | 23        |
| 日本（日本公告牌Hot Overseas）       | 19        |
| Malaysia (Billboard)                 | 7         |
| Peru (Billboard)                     | 16        |
| Philippines (Philippines Hot 100)    | 82        |
| 新加坡（新加坡唱片業協會单曲榜）     | 17        |
| 斯洛伐克（百強數位單曲榜）           | 69        |
| 英國（官方榜单公司單曲榜）           | 30        |

| 榜单（2000年）                       | 排位 |
| ------------------------------------ | ---- |
| 澳大利亚（澳大利亚唱片业协会单曲榜） | 7    |
| 比利时（Ultratop佛兰德五十强单曲榜） | 50   |
| 巴西（克勞利廣播分析）               | 22   |
| 欧洲（European Hot 100）             | 48   |
| 德国（德国官方榜单）                 | 50   |
| 荷兰（荷兰四十强音乐榜）             | 48   |
| 荷兰（荷兰百强单曲榜）               | 60   |
| 新西兰（新西兰唱片音乐协会单曲榜）   | 26   |
| 罗马尼亚（百强单曲榜）               | 62   |
| 瑞典（瑞典最热榜）                   | 12   |
| 瑞士（瑞士热门音乐榜）               | 44   |
| 英国（官方榜单公司单曲榜）           | 79   |
| 美国（Billboard Hot 100）            | 21   |
| 美国（《公告牌》Mainstream Top 40）  | 3    |
| 美国（《公告牌》Rhythmic Top 40）    | 11   |

| 榜单（2000年-2009年）                | 排位 |
| ------------------------------------ | ---- |
| 澳大利亚（澳大利亚唱片业协会单曲榜） | 95   |

## 認證
| 地區                                   | 认证    | 认证单位/销量 |
| -------------------------------------- | ------- | ------------- |
| 澳大利亚（澳大利亚唱片业协会）         | 白金    | 70,000^       |
| 加拿大（加拿大音乐协会）               | 3× 白金 | 240,000‡      |
| 德国（聯邦音樂產業協會）               | 金      | 250,000^      |
| 荷兰（荷蘭音像製品製作與進口協會）     | 金      | 40,000^       |
| 新西兰（新西兰唱片音乐协会）           | 2× 白金 | 60,000‡       |
| 瑞典（瑞典唱片業協會）                 | 白金    | 30,000^       |
| 英国（英国唱片业协会）                 | 白金    | 600,000‡      |
| ^僅含認證的出貨量 ‡僅含認證的+實際銷量 |         |               |

## 發行歷史
| 地區 | 日期                  | 格式                 | 唱片           | Ref(s).        |
| ---- | --------------------- | -------------------- | -------------- | -------------- |
| 美国 | 2000年1月17日~1月18日 | 當代流行電台         | Jive           | [ 11 ] [ 107 ] |
| 美国 | 2000年2月7日          | 熱門成人當代音樂電台 | Jive           | [ 108 ]        |
| 日本 | 2000年2月16日         | CD                   | Avex Trax Jive | [ 109 ]        |
| 英国 | 2000年2月28日         | CD 卡帶              | Jive           | [ 110 ]        |